# 1993년 LG 트윈스 시즌
1993년 LG 트윈스 시즌은 LG 트윈스가 KBO 리그에 참가한 4번째 시즌으로, MBC 청룡 시절까지 합하면 12번째 시즌이다. 이광환 감독이 팀을 이끈 2번째 시즌이며, 팀은 8팀 중 정규시즌 4위에 오르며 3년 만에 포스트시즌에 진출했다. 이후 준플레이오프에서 OB 베어스를 2승 1패로 꺾었으나, 주전 3루수의 부재 탓인지  플레이오프에서 삼성 라이온즈에게 2승 3패로 패해 최종순위 4위로 탈락 확정 했으므로 전년도에 처음으로 실시한 미국 전지훈련에서 김용수가  비좁은 이코노미석에 앉아 장거리 비행을 했던 후유증 탓인지 허리부상으로 반 시즌을 허비하자 해당 년도부터 한동안 미국으로 전지훈련을 가지 않았다.
한편, 선수들을 젊게 만드려는 구단 측의 판단 아래 1990년 부임한 박현식 2군감독과 1991년 말 재계약을 포기한 뒤 이 해(1993년)까지 2군감독을 공석으로 둘 만큼 파행적인 2군 운영을 하기도 했다.
이에  LG는 김성근 전 삼성 감독을 2군감독으로 영입할 계획이었으나 쌍방울 3대 감독설 탓인지 좌절됐는데 이마저도 계약조건-코치선임 문제 때문에  무산되기도 했다.

## 타이틀
- 노히트노런: 김태원 (8호)
- KBO 골든글러브: 김동수 (포수), 한대화 (3루수)
- 올스타 선발: 박준태 (외야수)
- 올스타전 추천선수: 이상훈, 정삼흠, 김상훈, 송구홍
- 컴투스프로야구2022 타이틀홀더 라인업: 김태원 (구원투수)
- 출장(타자): 김상훈 (126)
- 2루타: 박준태 (29)
- 3루타: 노찬엽 (8)
- 출장(투수): 김용수 (50)
- 선발등판: 정삼흠 (29)
- 구원등판: 김용수 (50)
- 마무리등판: 김용수 (45)

### 퓨처스리그
- 북부리그 출장(타자): 최규하 (35)
- 타석: 최규하 (143)
- 타수: 최규하 (118)
- 3루타: 당신상 (4)
- 홈런: 김성기 (5)
- 타점: 당신상 (24)
- 도루: 조병일 (9)
- 4사구: 조병일 (22)
- 북부리그 다승: 정성주 (5)
- 북부리그 세이브: 이병석 (4)

## 선수단
- 선발투수 : 김태원, 김기범, 정삼흠, 이상훈, 차명석
- 구원투수 : 강봉수, 차동철, 민원기, 이병석, 김종철, 문병권
- 마무리투수 : 김용수, 전일수, 김성식, 오희주
- 포수 : 김동수, 김정민, 당신상, 서효인
- 1루수 : 김상훈, 김선진
- 2루수 : 박종호, 김동재
- 유격수 : 송구홍, 조양근, 이우수
- 3루수 : 이종열, 나웅,  윤찬
- 좌익수 : 이병훈
- 중견수 : 김경하, 노찬엽
- 우익수 : 박준태
- 지명타자 : 최훈재, 김영직, 김건우, 김기홍, 조병일, 김태민, 최규하, 김성기, 박흥식

## 여담
- 팀은 이 시즌에 KBO 리그 사상 처음으로 오키나와로 전지 훈련을 가 일본 야구팀과 경기를 가졌다.
- 김건우는 타자 전향 2년차였던 이 시즌에 개인 통산 10홈런을 달성했다.[7]
- 이상훈은 이 시즌 3차례 완봉했음에도 9승에 그쳐 KBO 리그 단일 시즌 10승 실패 투수 중 최다 완봉 기록을 세웠다.
- 김용수는 이 시즌 태평양 돌핀스 상대로 18.1이닝 3실점 비자책으로 KBO 리그 역대 단일 시즌 태평양 돌핀스 상대 최저 평균자책점(0.00) 기록을 세웠다.
- 팀은 이 시즌에 창단 첫 KBO 퓨처스리그 우승을 달성했다.
- OB 베어스와의 준플레이오프에서 KBO 리그 사상 최초로 치어리더를 도입했다.
- 노찬엽은 포스트시즌에서 희생플라이 3개를 쳐 KBO 리그 역대 단일 포스트시즌 최다 희생플라이 기록을 세웠다.
- 한대화는 1993 시즌을 해태 타이거즈에서 보낸 후 LG 트윈스로 이적했는데, 이적 후 시상식이 열려 LG 트윈스 소속으로 골든글러브를 수상하게 되었다.

## 같이 보기
- 1991년 LG 트윈스 시즌